# Gerda og Victor B. Strands Fond
'Gerda og Victor B. Strands Fond, ofte bare omtalt som Toms Fonden, er en dansk fond, der ejer alle aktierne i Toms Gruppen A/S. Ved udgangen af 2023 var egnekapitalen 60 mio. kr.
Toms blev etableret i 1924 af Hans Trojel og V.H. Meyer. Selskabet blev købt af Victor B. Strand, der ejede Tørsleff & Co. A/S, i 1942. Strand udviklede selskabet, og etablerede fonden d. 12. december 1974, for at kunne drive virksomheden videre. Han var selv formand indtil 1983.
Fonden uddeler også penge til formål, der sikrer og underbygger det økonomiske grundlag for Toms Gruppen.